# Дмитрук, Олег Владимирович
Оле́г Влади́мирович Дмитру́к (укр. Олег Володимирович Дмитрук; 1992) — украинский военнослужащий, майор, участник российско-украинской войны. Герой Украины (2023).

## Биография
Олег Дмитрук окончил Академию сухопутных войск имени гетмана Петра Сагайдачного в 2013 году. Сразу после выпуска занял должность командира взвода в составе 13-го аэромобильного батальона 95-й отдельной аэромобильной бригады.
Во время Революции достоинства офицер вместе со своим взводом направился в Таврийск Херсонской области, где обеспечивал охрану и оборону главного водоснабжающего сооружения, подающего воду в Автономную Республику Крым.
С началом АТО на востоке Украины принимал участие в подготовке мобилизованных перед их передачей в подразделения. После интенсивного курса стрельб, тактики, медицины и других занятий вместе со своим подразделением отправился в Доброполье.
В составе своего батальона участвовал в освобождении Славянска, Краматорска, Красного Лимана, Кривой Луки и Марьинки, а также шахты «Бутовка», которую удерживали около месяца. Позже, вместе с другими подразделениями, обеспечивал проход украинских военных из окружения в Дебальцево.
В 2015 году занял должность офицера по боевой подготовке 95-й отдельной аэромобильной бригады. В это время принимал участие в боях за Торецк и Авдеевку.
С начала российского вторжения в Украину в 2022 году находится на передовой.

## Награды
- Звание «Герой Украины» с удостоением ордена «Золотая Звезда» (3 сентября 2023) — за личное мужество и героизм, проявленные в защите государственного суверенитета и территориальной целостности Украины, верность военной присяге[1].
- Орден Богдана Хмельницкого III степени (13 апреля 2022) — за личное мужество и высокий профессионализм, проявленные в защите государственного суверенитета и территориальной целостности Украины, верность военной присяге[2].